# Pteris wimsettii
Pteris wimsettii là một loài dương xỉ trong họ Pteridaceae. Loài này được ht. mô tả khoa học đầu tiên..
Danh pháp khoa học của loài này chưa được làm sáng tỏ. 